# Théorie du second gradient
 (septembre 2024).
Si vous disposez d'ouvrages ou d'articles de référence ou si vous connaissez des sites web de qualité traitant du thème abordé ici, merci de compléter l'article en donnant les références utiles à sa vérifiabilité et en les liant à la section « Notes et références ».
La théorie du second gradient est une théorie permettant de modéliser la puissance des efforts intérieurs dans un milieu continu en supposant qu'elle s'exprime à l'aide d'une densité de puissance qui est une forme linéaire du second gradient du champ de déplacement du solide. Cette théorie est une extension de la théorie du premier gradient qui permet de prendre en compte des efforts plus généraux. Elle est relativement peu utilisée, car le premier gradient suffit à la plupart des cas, cependant pour des calculs de perforation ou d'autre choses du genre elle trouve ses applications.

## Cas particuliers

### Théorie des plaques
On peut remarquer qu'en théorie des plaques, l'opérateur liant les inconnues statiques aux inconnues cinématiques fait intervenir la dérivée seconde de la flèche. On peut donc voir cette théorie comme une théorie du second gradient, et remarquer au passage que l'on est capable de prendre en compte des efforts ponctuels, ce qui est une des particularités des théories avec des gradients d'ordres élevés.